# Helheim
 For alternative betydninger, se Helheim (flertydig). (Se også artikler, som begynder med Helheim)
Helheim eller Hel er ifølge nordisk mytologi (den nordiske religion) dødsriget, hvor alle mennesker og guder, der ikke døde ærefuldt i kamp, endte efter at have lidt strådøden. Selv Balder kom til Helheim hvor Hel residerer, efter sin død; ligeledes Sigurd Fafnersbane, der faldt for en snigmorder. Wulfila anvender det gotiske ord Halja ved oversættelse af det græske Hades.
Helheim er beskrevet som mørkt, koldt og fugtigt. Det beherskes af Hel, Lokes datter. Hun slipper ugerne de døde tilbage til livet igen. Mange tror fejlagtigt, at Hel er en gudinde, men ingen af sagaerne omtaler hende med denne titel. I stedet nævnes det, at hun kronede sig selv som dronning af Helheim.